# Вадуц (футбольный клуб)
«Ваду́ц» (нем. Fussball Club Vaduz) — лихтенштейнский профессиональный футбольный клуб из одноимённого города, выступающий в швейцарской Челлендж лиге; рекордсмен по количеству побед в Кубке Лихтенштейна, а также первый клуб, представивший Лихтенштейн в розыгрышах европейских кубков.
По итогам выступления в сезоне 2007/08 «Вадуц» стал первой и единственной командой из Лихтенштейна, получившей право играть в высшем дивизионе чемпионата Швейцарии. На счету «Вадуца» 5 сезонов в Швейцарской Суперлиге: (2008/09, 2014/15, 2015/16, 2016/17 и 2020/21). В сезоне 2022/23 «Вадуц» стал первой и единственной командой Лихтенштейна, которая сыграла в групповом этапе еврокубков.

## История
Интерес к футболу в столице Лихтенштейна проснулся в 1931 году. В частности, 23 октября 1931 года на заседании муниципалитета города было принято решение о выделении места под футбольное поле, открытие которого состоялось 31 июля 1932 года. Первое заседание клуба состоялось в декабре 1931 года. Протокол той встречи найти не удаётся до сих пор, поэтому точная дата заседания, на котором было принято решение о создании футбольного клуба неизвестна. Самый ранний существующий официальный документ клуба датирован 14 февраля 1932 года. Эту дату и принято считать днём основания ФК «Вадуц». Первый свой матч команда провела 24 апреля 1932 года в Бальцерсе, победив местных футболистов со счётом 2:1. В том же году «Вадуц» присоединился к футбольной ассоциации австрийского Форальберга, в низшем дивизионе которого выступал в сезоне 1932/33. С 1933 года «Вадуц» участвует в соревнованиях под эгидой швейцарского футбольного союза. Начиная с 1946 года клуб начал принимать участие в национальном кубке Лихтенштейна, где на данный момент является абсолютным рекордсменом по количеству побед и финалов. Первый кубок «Вадуц» выиграл в 1949 году, обыграв в финале «Тризен». В сезоне 1959/60 «Вадуц» впервые пробился в Первую лигу Швейцарии (3 дивизион), где выступал до 1973 года. На тот момент это было самым большим достижением команд из Лихтенштейна в чемпионате Швейцарии.

### Выступления впервой лиге
Чередуя успешные сезоны, когда «Вадуц» финишировал в тройке призёров или возле неё и относительно неудачные, с итоговым положением в нижней части таблицы, клуб достигает самого успешного сезона в тот период. В сезоне 1971/72 «Вадуц» занял итоговое второе место в юго-восточной группе первой лиги и должен был встретиться с клубом «Цуг». Матч закончился поражением со счётом 1:4, и «Вадуц» остался ещё на сезон в первой лиге. А уже в следующем сезоне клуб занял предпоследнее — 12-е место и вылетел дивизионом ниже. В течение пяти следующих лет «Вадуц» трижды принимал участие в стыковых играх в борьбе за выход в первую лигу, но успеха добился лишь в сезоне 1977/78, обойдя в турнире плей-офф «Вайнфельден-Бюрглен» и «Адлисвиль».
Следующие 12 лет «Вадуц» вновь с переменным успехом выступал в первой лиге, подойдя однажды вплотную к Национальной Лиге Б в сезоне 1983/84, уступив в плей-офф «Этуаль-Каруж». В начале девяностых вновь произошло падение в четвёртый дивизион, но «Вадуц» вернулся в первую лигу в 1993 году и с тех пор поступательно начал двигаться вверх. В сезоне 1999/2000 «Вадуцу» помешал выйти в Национальную Лигу Б лишь пропущенный дома гол от клуба «Цуг». В следующем сезоне «Вадуц» смог выиграть плей-офф и стать полноправным участником Национальной Лиги Б, которая впоследствии стала Челлендж-лигой.

### Выступление вЧеллендж-лиге
В свой первый год в национальной лиге B «Вадуц» избежал вылета, заняв сначала предпоследнее место в регулярном чемпионате, а затем успешно выступив в турнире на вылет. Зато в следующем сезоне клуб из Лихтенштейна впервые в истории выиграл второй швейцарский дивизион. Правда, шагнуть в Суперлигу тогда не получилось — 4-е место в переходном турнире. Суперлига в том сезоне сокращалась до десяти команд, и из переходного турнира лишь два клуба получали путёвки в следующий сезон. Дважды финишировав вторыми и уступив в плей-офф оба раза, «Вадуц» следующие сезоны провёл в середине таблицы, пока наконец в сезоне 2007/08 не одержал трудную победу в турнире, обойдя на финише «Беллинцону» всего на одно очко.

### Сезон 2008/09. Суперлига
К дебюту в Суперлиге состав «Вадуца» претерпел серьёзные изменения. Летом в команду пришли 12 новичков, зимой ещё 7. И если первую половину чемпионата «Вадуц» провёл достойно для дебютанта, заняв 9-е место, дающее право играть в переходных матчах, то весенняя часть турнира была откровенно проиграна. Как итог — последнее, 10-е место и возвращение в Лигу Вызова. По ходу сезона команду покинул главный тренер Хайнц Херманн.

### 2009—2014
От вылета «Вадуц» не мог оправиться довольно долго — три сезона команда не могла подняться выше восьмого места. Апофеозом неудачного периода стало и поражение в финале национального Кубка в 2012 году. В ноябре 2012 года главным тренером команды был назначен швейцарский специалист Джорджо Контини. Сезон 2012/13 команда завершила на девятом месте из десяти возможных в Челлендж-лиге. Перед началом следующего сезона команде были поставлены самые высокие цели. Команду пополнил ряд опытных футболистов, несколько молодых воспитанников клубов Суперлиги были взяты в аренду. Из обанкротившейся «Беллинцоны» в «Вадуц» перешли опытные игроки Павел Пергль и Маркус Ноймайр. «Вадуц» с большим отрывом выиграл турнир, потерпев всего пять поражений по ходу сезона (три из них — уже после досрочной победы в Лиге), вернул себе национальный Кубок и во второй раз получил право стартовать в Суперлиге.

### Суперлига 2014—2017
В свой второй сезон на высшем уровне «Вадуц» входил тяжело: 4 поражения в первых шести матчах и заслуженное последнее место. Ситуация начала исправляться после победы над «Грассхоппером», проводившим свой не самый лучший сезон. К завершению первой четверти чемпионата «Вадуц» вышел на спасительное девятое место, а после первой половины и вовсе стал седьмым с четырьмя победами в 18 матчах с одинаковым счётом 1:0 (над «Грассхоппером», «Сьоном», «Янг Бойз» и «Арау»). После зимней паузы «Вадуц» выступил чуть хуже — всего три победы в 18 матчах и 11 поражений, но из-за того, что основной конкурент в борьбе за выживание — «Арау» — провёл ещё более слабый отрезок, «Вадуц» за тур до финиша чемпионата обеспечил себе девятое место и возможность участие в следующем сезоне Суперлиги.

Сезон 2015/16 начался для «Вадуца» с довольно успешного выступления в Лиге Европы — команда впервые приняла участие в трёх отборочных раундах еврокубка, не проиграв ни одной встречи. В чемпионате Швейцарии первую половину сезона «Вадуц» провёл с переменным успехом, упустив большое количество очков. На счету «Вадуца» было более 10 ничьих. В основном это были упущенные победы. А всего за первую половину чемпионата «Вадуц» выиграл лишь дважды. Начало третьей четверти чемпионата ознаменовалось самой крупной победой клуба в Суперлиге: со счётом 5:2 в гостях был разгромлен главный конкурент в борьбе за выживание «Лугано». Начало весенней части чемпионата сложилось для «Вадуца» довольно неудачно — три крупных поражения отбросили команду на последнее место, но в заключительной четверти чемпионата «Вадуц» провёл несколько успешных игр, проиграл всего дважды и за тур до окончания первенства гарантировал себе восьмое место и участие в Суперлиге сезона 2016/2017.
Однако сезон 2016/2017 выдался для команды не таким удачным, как прошлый. В ходе всего турнира команда испытывала проблемы с составом из-за большого числа травм. Кроме того, не получилось найти адекватной замены Армандо Садику, который стал лучшим бомбардиром «Вадуца», сыграв лишь в весенней части прошлого сезона. Начиная с ноября команда опустилась на последнюю строчку в таблице и подняться из зоны вылета уже не смогла. В феврале 2017 года был отправлен в отставку главный тренер Джорджо Контини, которого сначала подменял второй тренер Даниэль Хаслер, а завершал сезон в должности главного тренера немецкий специалист Роланд Врабец. Из-за финансовых трудностей команда не приобрела ни одного игрока в зимний трансферный период. Досрочно, за два тура до финиша чемпионата, «Вадуц» потерял все шансы на сохранение прописки в элите.

### Возвращение в Челлендж-лигу
После возвращения в Челлендж-лигу «Вадуцу» удалось сохранить костяк команды, а также подписать ряд опытных игроков, ранее выступавших в Суперлиге. Одной из главный трансферных неожиданностей стало подписание бывшего игрока сборной Украины Марко Девича. Очередной розыгрыш Лиги Европы завершился для «Вадуца» поражением во втором отборочном раунде поражением от норвежского Одда. В турнир Челлендж-лиги команда входила тяжело, часто теряя очки в матчах с не самыми сильными соперниками и, как следствие, держалась вдали от первой тройки. Зимой руководством команды было принято решение о сотрудничестве с футбольным союзом Лихтенштейна в плане работы с молодыми игроками и предоставлении им возможности получать игровую практику в главной команде. В связи с этим, а также по финансовым соображениям «Вадуц» снял задачу повышения в классе, а также временно отказался от амбиций возвращения в Суперлигу. В конце сезона команда вновь, в 46-й раз в истории завоевала Кубок Лихтенштейна, обыграв в финале Бальцерс. В мае объявили о своём уходе из команды ветераны Петер Йеле, Франц Бургмайер и Диего Чикконе, а также несколько игроков, у которых заканчивался контракт. По итогам сезона команда заняла 4-е место.

### Уход Врабеца, назначение Фрика
Сезон 2018/19 начался для команды в середине июля матчами отборочного раунда Лиги Европы. Неожиданно пройдя в первом раунде болгарский «Левски», «Вадуц» вылетел на следующем этапе от литовского «Жальгириса». После шестого тура чемпионата в отставку был отправлен главный тренер команды Роланд Врабец. «Вадуц» на тот момент находился на восьмом месте в таблице. Новым главным тренером неожиданно стал лучший бомбардир в истории национальной сборной Лихтенштейна Марио Фрик, до этого возглавлявший юношескую сборную княжества. С новым тренером команда провела сложный противоречивый сезон, заняв шестое место в чемпионате и едва не упустив победу в финале Кубка.

### Возвращение в Суперлигу и обратно в Челлендж-лигу
«Вадуц» занял 2 место в Челлендж лиге 2019/2020 и получил право на участие в стыковых матчах. В соперниках достался «Тун». В первом матче «Вадуц» переиграл соперника со счётом 2:0, а в ответном уступил 3:4, что позволило выступить в Суперлиге.
В первом туре «Вадуц» сыграл сенсационную ничью с «Базелем» 2:2. Однако на протяжении 8 туров не мог победить, проиграв 6 раз. В 9 туре был побеждён «Сьон» с разгромным счётом 4:1. После чего последовала серия из 4 поражений подряд, которая окончилась ничьей с «Серветтом» 1:1, а затем 24 января 2020 была сенсационная ничья с «Янг Бойзом», который стал чемпионом в том сезоне.
«Вадуц» поднялся с последнего места после победы над «Базелем» 2:1, а затем разгромила главного конкурента в борьбе за выживание «Сьон» 3:0. Перед последним туром «Вадуц» находился на спасительном 9 месте, опережая «Сьон» на 1 очко, однако в результате того что команда уступила «Цюриху» 1:4, а «Сьон» разгромил «Базель» 4:0 «Вадуц» вылетел в Челлендж лигу.

## Статус команды
«Вадуц» входит в список футбольных клубов, принимающих участие в чемпионате соседней страны. Такими клубами, к примеру, являются «Суонси Сити» и «Кардифф Сити», представляющие Уэльс в системе футбольных лиг Англии, «Монако» в чемпионате Франции или «Сан-Марино Кальчо» в чемпионате Италии. Отличие заключается в том, что «Вадуц» обладает статусом «гостевой команды». Это не позволяет клубу представлять Швейцарию в еврокубках. Даже в случае выигрыша чемпионата Швейцарии «Вадуц» не сможет сыграть в Лиге чемпионов. Кроме того, с сезона 1992/93 «Вадуц», как и все остальные клубы из Лихтенштейна, не принимает участие в Кубке Швейцарии. В розыгрыш Лиги чемпионов «Вадуц» может попасть лишь в случае победы в Лиге Европы.

## Достижения
Чемпионат Лихтенштейна
- Чемпион (1 раз): 1936

Кубок Лихтенштейна
- Обладатель (51 раз, мировой рекорд[10]): 1949, 1952, 1953, 1954, 1956, 1957, 1958, 1959, 1960, 1961, 1962, 1966, 1967, 1968, 1969, 1970, 1971, 1974, 1980, 1985, 1986, 1988, 1990, 1992, 1995, 1996, 1998, 1999, 2000, 2001, 2002, 2003, 2004, 2005, 2006, 2007, 2008, 2009, 2010, 2011, 2013, 2014, 2015, 2016, 2017, 2018, 2019, 2022, 2023, 2024, 2025
- Финалист (14 раз): 1946, 1947, 1948, 1950, 1951, 1955, 1972, 1977, 1984, 1987, 1991, 1997, 2012, 2020[11]
- 3-е место[12] (2 раза, рекорд): 1961,[13] 1963[14]

Чемпионат Швейцарии
- Суперлига (1-й уровень чемпионата) — 2009, 2015—2017, 2021
  - 8-е место: 2016
  - 9-е место: 2015
  - 10-е место: 2009, 2017, 2021
- Челлендж-лига (2-й уровень чемпионата) — 2002—2008, 2010—2014, 2017—2020, 2021/22-
  - 1-е место: 2003, 2008, 2014
  - 2-е место: 2004, 2005, 2020
  - 4-е место: 2011, 2018, 2022
- Первая лига (3-й уровень чемпионата) — 1961—1973, 1979—1990, 1994—2001
  - 1-е место: 2000, 2001
  - 2-е место: 1984, 1999
  - 3-е место: 1963, 1968, 1972, 1981
- Вторая лига (4-й уровень чемпионата) — 1957—1960, 1974—1978, 1991—1993
- Третья лига (5-й уровень чемпионата) — 1936—1956

## Рекорды и статистика
- Суперлига
  - Первый матч: 20 июля 2008 года. Люцерн, стадион «Эллменд». «Люцерн» — «Вадуц» — 1:2
  - Первый гол: 20 июля 2008 года. Люцерн, стадион «Эллменд». «Люцерн» — «Вадуц» — 1:2, Гаспар — 7-я минута
  - Самая крупная победа: 27 ноября 2016 года. Вадуц, стадион «Райнпарк». «Вадуц» — «Лугано» — 5:1
  - Самое крупное поражение: 14 сентября 2008 года. Вадуц, стадион «Райнпарк». «Вадуц» — «Цюрих» — 1:7; 5 мая 2009 года. Берн, «Стад де Сюис». «Янг Бойз» — «Вадуц» — 6:0; 19 ноября 2016 года. Базель, «Санкт-Якоб Парк». «Базель» — «Вадуц» — 6:0.
  - Рекордсмен по количеству матчей: Филипп Мунтвилер — 90 матчей.
  - Лучший бомбардир клуба: Морено Костанцо — 12 голов.
  - Рекордсмен по количеству голов за сезон: Паскаль Шюрпф — 7 голов (2014/2015), Армандо Садику — 7 голов (2015/2016).
- Челлендж-лига (Национальлига Б)
  - Первый матч: 14 июля 2001 года. Кринс, стадион Кляйнфельд. «Кринс» — «Вадуц» — 2:1
  - Первый гол: 14 июля 2001 года. Кринс, стадион «Кляйнфельд». «Кринс» — «Вадуц» — 2:1, Морено Меренда
  - Самая крупная домашняя победа: 03 сентября 2023 года. Вадуц, стадион «Райнпарк». «Вадуц» — «Шаффхаузен» — 6:0; 27 апреля 2024 года. Вадуц, стадион «Райнпарк». «Вадуц» — «Баден» — 6:0.
  - Самая крупная гостевая победа: 30 ноября 2003 года. Делемон, стадион «Ля Бланшери». «Делемон» — «Вадуц» — 1:6; 2 апреля 2018 года. Кьяссо, стадио Комунале. «Кьяссо» — «Вадуц» — 1:6; 16 апреля 2023. Беллинцона, стадион «Стадио Комунале Беллинцона». «Беллинцона» — «Вадуц» 1:6; 27 мая 2023. Невшатель, стадион «Стад де ля Маладьер». «Ксамакс» — «Вадуц» 1:6.
  - Самое крупное домашнее поражение: 15 мая 2011 года. Вадуц, стадион «Райнпарк». «Вадуц» — «Волен» — 0:5; 20 октября 2017 года. Вадуц, стадион «Райнпарк». «Вадуц» — «Нёвшатель Ксамакс» — 0:5.
  - Самое крупное гостевое поражение: 30 августа 2001 года. Баден, стадион «Эсп». «Баден» — «Вадуц» — 5:0.
  - Рекордсмен по количеству матчей: Франц Бургмайер — 260 матчей.
  - Лучший бомбардир клуба: Морено Меренда — 66 голов.
  - Рекордсмен по количеству голов за сезон: Гаспар Одирлей де Соуза — 31 гол (2007/2008).
- Еврокубки
  - Первый матч: 19 августа 1992 года. Вадуц, Общественный стадион. «Вадуц» — «Черноморец» (Одесса) — 0:5
  - Первый гол: 2 сентября 1992 года. Одесса, стадион «Центральный». «Черноморец» — «Вадуц» — 7:1, Кристиан Штёбер, 87-я минута
  - Самая крупная победа: 2 июля 2015 года. Серравалле, «Олимпийский» стадион. «Ла Фиорита» — «Вадуц» — 0:5.
  - Самое крупное поражение: 24 августа 1995 года. Градец-Кралове, стадион «Вшеспортовний». «Градец-Кралове» — «Вадуц» — 9:1.
  - Рекордсмен по количеству матчей: Франц Бургмайер, Петер Йеле — 22 матча.
  - Лучший бомбардир клуба: Морено Меренда, Морено Костанцо — 5 голов.

## Еврокубки
«Вадуц» стал первым клубом Лихтенштейна, выступавшим в еврокубках. Из-за того, что национальный чемпионат Лихтенштейна не проводится, клубы княжества могут выставлять в турнирах под эгидой УЕФА только обладателя национального кубка.
«Вадуц», будучи обладателем Кубка Лихтенштейна 1991/1992, принял старт в Кубке обладателей кубков сезона 1992/1993. Первым соперником стал обладатель Кубка Украины 1992 года одесский «Черноморец». К слову, клубы с Украины так же дебютировали в том сезоне, как представители отдельной Федерации футбола Украины. 19 августа 1992 года на поле «Вадуца» «Черноморец» одержал лёгкую победу со счётом 5:0. В Одессе «Вадуц» забил свой первый гол в еврокубках (на 87-й минуте при счёте 0:6 отличился Кристиан Штёбер), но в итоге уступил 1:7 в матче и 1:12 по сумме двух поединков.
Начиная с 2010 года при посеве в Лиге Европы клубный рейтинг «Вадуца» позволяет быть среди сеянных команд в 1-м квалификационном раунде, во 2-м и далее (при возможном/фактическом проходе) — уже нет.
«Вадуц» единственный клуб Лихтенштейна регулярно проходящий в следующий раунд Лиги Европы (кроме «Вадуца» в следующий круг еврокубков выходил только Бальцерс в 1993 году). В 2015 году «Вадуц» первым среди клубов Лихтенштейна прошёл 2 раунда Лиги Европы, а в 2019 году повторил этот успех.
Также «Вадуц» единственный клуб Лихтенштейна, набиравший более 50 % очков в матчах сезона — 2,5 из 4 возможных в сезонах 2014/15 и в сезоне 2016/17 (в квалификационных раундах очки в таблице УЕФА начисляется с коэффициентом 0,5) и 5 из 6 в в сезоне 2015/16.
К слову, кроме «Вадуца» очки в еврокубках набирал только Бальцерс в 1993 году.
В 2022 году «Вадуц» впервые в истории футбола Лихтенштейна прошёл в групповой этап Лиги конференций, обыграв словенский «Копер», турецкий «Коньяспор» и австрийский «Рапид». В группе клуб занял последнее место с двумя очками, сыграв вничью с «Аполлоном» и «Днепром-1».

## Выступления в еврокубках
| Сезон   | Турнир                   | Раунд                         | Соперник             | Дома | В гостях | Общий счёт |  |
| ------- | ------------------------ | ----------------------------- | -------------------- | ---- | -------- | ---------- |  |
| 1992/93 | Кубок обладателей кубков | Предварительный раунд         | Черноморец (Одесса)  | 0:5  | 1:7      | 1:12       |  |
| 1995/96 | Кубок обладателей кубков | Предварительный раунд         | Градец-Кралове       | 0:5  | 1:9      | 1:14       |  |
| 1996/97 | Кубок обладателей кубков | Предварительный раунд         | Университет Рига     | 1:1  | 1:1      | 2:24:2     |  |
| 1996/97 | Кубок обладателей кубков | 1/16 финала                   | Пари Сен-Жермен      | 0:4  | 0:3      | 0:7        |  |
| 1998/99 | Кубок обладателей кубков | Предварительный раунд         | Хельсингборг         | 0:2  | 0:3      | 0:5        |  |
| 1999/00 | Кубок УЕФА               | Предварительный раунд         | Будё-Глимт           | 0:1  | 1:2      | 1:3        |  |
| 2000/01 | Кубок УЕФА               | Предварительный раунд         | Амика                | 0:3  | 3:3      | 3:6        |  |
| 2001/02 | Кубок УЕФА               | Предварительный раунд         | Вартекс              | 3:3  | 1:6      | 4:9        |  |
| 2002/03 | Кубок УЕФА               | Предварительный раунд         | Ливингстон           | 1:1  | 0:0      | 1:1(г)     |  |
| 2003/04 | Кубок УЕФА               | Предварительный раунд         | Днепр Днепропетровск | 0:1  | 0:1      | 0:2        |  |
| 2004/05 | Кубок УЕФА               | Первый отборочный раунд       | Лонгфорд Таун        | 1:0  | 3:2      | 4:2        |  |
| 2004/05 | Кубок УЕФА               | Второй отборочный раунд       | Беверен              | 1:3  | 1:2      | 2:5        |  |
| 2005/06 | Кубок УЕФА               | Первый отборочный раунд       | Дачия Кишинёв        | 2:0  | 0:1      | 2:1        |  |
| 2005/06 | Кубок УЕФА               | Второй отборочный раунд       | Бешикташ             | 0:1  | 1:5      | 1:6        |  |
| 2006/07 | Кубок УЕФА               | Первый отборочный раунд       | Уйпешт               | 0:1  | 4:0      | 4:1        |  |
| 2006/07 | Кубок УЕФА               | Второй отборочный раунд       | Базель               | 2:1  | 0:1      | 2:2(г)     |  |
| 2007/08 | Кубок УЕФА               | Первый отборочный раунд       | Динамо Тбилиси       | 0:0  | 0:2      | 0:2        |  |
| 2008/09 | Кубок УЕФА               | Первый отборочный раунд       | Зриньски Мостар      | 1:2  | 0:3      | 1:5        |  |
| 2009/10 | Лига Европы УЕФА         | Первый отборочный раунд       | Фолкирк              | 0:1  | 2:0(д)   | 2:1        |  |
| 2009/10 | Лига Европы УЕФА         | Второй отборочный раунд       | Слован Либерец       | 0:1  | 0:2      | 0:3        |  |
| 2010/11 | Лига Европы УЕФА         | Второй отборочный раунд       | Брондбю              | 0:0  | 0:3      | 0:3        |  |
| 2011/12 | Лига Европы УЕФА         | Второй отборочный раунд       | Воеводина            | 0:2  | 3:1      | 3:3(г)     |  |
| 2011/12 | Лига Европы УЕФА         | Третий отборочный раунд       | Хапоэль (Тель-Авив)  | 2:1  | 0:4      | 2:5        |  |
| 2013/14 | Лига Европы УЕФА         | Первый отборочный раунд       | Чихура Сачхере       | 1:1  | 0:0      | 1:1(г)     |  |
| 2014/15 | Лига Европы УЕФА         | Первый отборочный раунд       | Европа               | 3:0  | 1:0      | 4:0        |  |
| 2014/15 | Лига Европы УЕФА         | Второй отборочный раунд       | Рух Хожув            | 0:0  | 2:3      | 2:3        |  |
| 2015/16 | Лига Европы УЕФА         | Первый отборочный раунд       | Ла Фиорита           | 5:1  | 5:0      | 10:1       |  |
| 2015/16 | Лига Европы УЕФА         | Второй отборочный раунд       | Нымме Калью          | 3:1  | 2:0      | 5:1        |  |
| 2015/16 | Лига Европы УЕФА         | Третий отборочный раунд       | Тун                  | 2:2  | 0:0      | 2:2(г)     |  |
| 2016/17 | Лига Европы УЕФА         | Первый отборочный раунд       | Силекс               | 3:1  | 2:1      | 5:2        |  |
| 2016/17 | Лига Европы УЕФА         | Второй отборочный раунд       | Мидтьюлланд          | 2:2  | 0:3      | 2:5        |  |
| 2017/18 | Лига Европы УЕФА         | Первый отборочный раунд       | Бала Таун            | 3:0  | 2:1      | 5:1        |  |
| 2017/18 | Лига Европы УЕФА         | Второй отборочный раунд       | Одд                  | 0:1  | 0:1      | 0:2        |  |
| 2018/19 | Лига Европы УЕФА         | Первый отборочный раунд       | Левски               | 1:0  | 2:3      | 3:3(г)     |  |
| 2018/19 | Лига Европы УЕФА         | Второй отборочный раунд       | Жальгирис            | 1:1  | 0:1      | 1:2        |  |
| 2019/20 | Лига Европы УЕФА         | Первый отборочный раунд       | Брейдаблик           | 2:1  | 0:0      | 2:1        |  |
| 2019/20 | Лига Европы УЕФА         | Второй отборочный раунд       | МОЛ Види             | 2:0  | 0:1      | 2:1        |  |
| 2019/20 | Лига Европы УЕФА         | Третий отборочный раунд       | Айнтрахт (Франкфурт) | 0:5  | 0:1      | 0:6        |  |
| 2020/21 | Лига Европы УЕФА         | Первый отборочный раунд       | Хибернианс           | 0:2  | —        | 0:2        |  |
| 2021/22 | Лига конференций УЕФА    | Второй квалификационный раунд | Уйпешт               | 1:2  | 1:3      | 2:5        |  |

Сводная таблица выступления (по сезон 2021/22 включительно):
| Турнир                        | Матчи | Победы | Ничьи | Поражения | Забитые мячи | Пропущенные мячи | Разница мячей |
| ----------------------------- | ----- | ------ | ----- | --------- | ------------ | ---------------- | ------------- |
| Кубок обладателей кубков      | 10    | 0      | 2     | 8         | 4            | 40               | −36           |
| Кубок УЕФА / Лига Европы УЕФА | 67    | 21     | 14    | 32        | 76           | 93               | −17           |
| Лига конференций УЕФА         | 2     | 0      | 0     | 0         | 2            | 5                | −3            |
| Итого                         | 79    | 21     | 16    | 42        | 82           | 138              | −56           |

Источник: Еврокубки в цифрах (ЕврокапсРу)

## Основной состав
| №             | Игрок             | Страна                 | Дата рождения             | Бывший клуб           | Контракт  |         |
| Вратари       | Вратари           | Вратари                | Вратари                   | Вратари               | Вратари   | Вратари |
| ------------- | ----------------- | ---------------------- | ------------------------- | --------------------- | --------- | ------- |
| 1             | Беньямин Бюхель   | Лихтенштейн            | 4 июля 1989 (36 лет)      | Тальвиль              | 2018—2025 |         |
| 21            | Тим-Тьядо Эри     | Лихтенштейн            | 15 декабря 2003 (21 год)  |                       | 2024—2025 |         |
| 25            | Леон Шаффран      | Флаг Германии          | 31 июля 1998 (26 лет)     | Гройтер Фюрт          | 2024—2025 |         |
| Защитники     |                   |                        |                           |                       |           |         |
| 2             | Йенте Мертенс     | Флаг Бельгии           | 18 октября 1999 (25 лет)  | Васланд-Беверен       | 2024—2026 |         |
| 5             | Лиридон Бериша    | Флаг Швейцарии         | 13 сентября 1997 (27 лет) | Ксамакс               | 2023—2025 |         |
| 6             | Денис Симани      | Флаг Албании           | 13 октября 1991 (33 года) | Люцерн                | 2024—2026 |         |
| 14            | Миша Бели         | Швейцария              | 5 февраля 2004 (21 год)   | Санкт-Галлен          | 2024—2026 |         |
| 17            | Алессандро Краухи | Швейцария              | 3 июня 1998 (27 лет)      | Санкт-Галлен          | 2023—2025 |         |
| 28            | Ларс Трабер       | Флаг Лихтенштейна      | 12 июня 2000 (25 лет)     | Брюль                 | 2022—2024 |         |
| 27            | Фабиан Штобер     | Швейцария              | 27 февраля 2002 (23 года) | Лугано II             | 2023—2025 |         |
| 24            | Седрик Гассер     | Швейцария              | 16 февраля 1998 (27 лет)  | Санкт-Галлен          | 2019—2021 |         |
| 35            | Николас Кекейзен  | Флаг Германии          | 13 августа 2001 (23 года) | Динамо                | 2024—2025 |         |
| Полузащитники |                   |                        |                           |                       |           |         |
|               |                   |                        |                           |                       |           |         |
| 8             | Сандро Визер      | Лихтенштейн            | 3 февраля 1993 (32 года)  | Руселаре              | 2018—2024 |         |
| 7             | Доминик Швизер    | Швейцария              | 25 июня 1996 (29 лет)     | Лозанна               | 2024—2027 |         |
| 11            | Данило Дель Торо  | Флаг Италии            | 24 июня 1997 (28 лет)     | Ксамакс               | 2024—2026 |         |
| 4             | Николас Хаслер    | Флаг Лихтенштейна      | 4 мая 1991 (34 года)      | Тун                   | 2022—2025 |         |
| 10            | Лорик Эмини       | Флаг Республики Косово | 29 августа 1999 (25 лет)  | Люцерн                | 2023—2025 |         |
| 22            | Миша Эберхард     | Флаг Швейцарии         | 11 апреля 2002 (23 года)  | Стад Лозанна Уши      | 2024—2026 |         |
| 26            | Мац Хаммерих      | Флаг Швейцарии         | 12 февраля 1998 (27 лет)  | Ксамакс               | 2024      |         |
| 20            | Симон Люхингер    | Лихтенштейн            | 28 ноября 2000 (24 года)  | Эшен/Маурен           | 2018—2022 |         |
|               |                   |                        |                           |                       |           |         |
| Нападающие    |                   |                        |                           |                       |           |         |
| 19            | Хави Наварро      | Испания                | 1 января 1997 (28 лет)    | Виль                  | 2024—2026 |         |
| 23            | Фабрицио Кавень   | Швейцария              | 28 августа 2002 (22 года) | Санкт-Галлен II       | 2023—2026 |         |
| 11            | Федерико Кресенти | Швейцария              | 13 июля 2004 (21 год)     | В аренде из Зальцбург | 2024—2025 |         |
| 29            | Джонатан Де Донно | Швейцария              | 16 февраля 2002 (23 года) | Биль-Бьенн            | 2024—2026 |         |

## Руководство клуба

### Руководящий состав
- Патрик Бургмайер — президент
- Лоренц Гасснер — вице-президент

члены совета директоров:
- Кристофер Хольдер — председатель
- Михаэль Баум
- Ёзкан Гюльбахар
- Рето Мёр
- Франц Бургмайер — спортивный директор
- Бриджитт Лёшер — финансовый директор
- Кармен Алабор — секретарь

### Тренерский штаб
Основной состав
- Мартин Штоклаза — главный тренер
- Вальтер Тома — помощник главного тренера
- Себастьян Зелке — тренер вратарей
- Александер Кёрн — тренер по физподготовке
- доктор Александр Гом — главный врач команды
- Мануэль Неф — врач
- Матиас Штурн — врач

Вторая команда
- Ян Майер — главный тренер
- Марсель Мюллер — помощник главного тренера
- Алекс Масселинк — физиотерапевт

Третья команда
- Игор Манойлович — играющий тренер

## Трансферы 2022/2023

### Лето 2022

#### Пришли
| Поз | Игрок            | Прежний клуб         |
| --- | ---------------- | -------------------- |
| ЗЩ  | Арбенит Джемайли | Сандерленд           |
| ЗЩ  | Габриэль Исик    | Винтертур            |
| ПЗ  | Николас Хаслер   | Тун                  |
| ЗЩ  | Ларс Трабер      | Брюль                |
| ПЗ  | Раян Фоссо       | Базель               |
| ЗЩ  | Фабио Фер        | Грассхоппер          |
| НП  | Франклин Сасере  | Люцерн               |
| ПЗ  | Джезим Пепси     | Винтертур            |
| ПЗ  | Мерлин Хаджи     | Стад Лозанна Уши     |
| НП  | Эльмин Растодер  | Грассхоппер (аренда) |
| ЗЩ  | Антони Гёльцер   | Кринс                |

#### Ушли
| Поз | Игрок                  | Новый клуб             |
| --- | ---------------------- | ---------------------- |
| НП  | Симон Рапп             | Карлсруэ               |
| ПЗ  | Габриэль Лучингер      | Аполлон                |
| ЗЩ  | Нико Хаг               | Галлешер               |
| НП  | Ферхат Саглам          | Кринс                  |
| ПЗ  | Яго Гомес де Насименто | Санкт Галлен до 21     |
| ВР  | Нико Штрюби            | Виль                   |
| ЗЩ  | Джани Антониацци       | Визен                  |
| ЗЩ  | Янник Шмид             | Винтертур              |
| ЗЩ  | Линус Обехер           | Стад Лозанна           |
| ПЗ  | Маттео Ди Густо        | Винтертур              |
| НП  | Элвин Ибришимович      | Дорнбирн 1913 (аренда) |
| ВР  | Джастин Оспельт        | Дорнбирн 1913 (аренда) |

## Резервные команды

### «Вадуц» II
Вторая команда «Вадуца» выступает во второй лиге Швейцарии, являющейся шестым уровнем системы лиг страны. Принцип формирования команды — игроки не старше 23 лет, параллельно выступающие за юношескую команду Лихтенштейна в первенстве Швейцарии для своего возраста. Также в команде получают практику футболисты основной команды, восстанавливающиеся от травм или не проходящие в основу. На уровне второй лиги «Вадуц» II выступает, начиная с сезона 2014/15. Лучший результат — 4-е место по итогам сезона 2015/16. В 2020 году защитник Андрин Нетцер стал первым в истории игроком, сыгравшим за национальную сборную Лихтенштейна (товарищеский матч против сборной Мальты), будучи членом второй команды какого-либо из лихтенштейнских клубов.

### Состав команды на сезон 2019/2020
| №  |                           | Поз. | Имя           | Год рождения |
| -- | ------------------------- | ---- | ------------- | ------------ |
| 1  | Флаг Швейцарии            | Вр   | Давид Вебер   | 2001         |
| 25 | Флаг Лихтенштейна         | Вр   | Лука Ванони   | 2001         |
| 5  | Флаг Швейцарии            | Защ  | Ноа Бирхмайер | 2001         |
| 4  | Флаг Лихтенштейна         | Защ  | Йонас Хильти  | 2000         |
| 22 | Флаг Лихтенштейна         | Защ  | Марко Марксер | 1999         |
| 13 | Флаг Лихтенштейна         | Защ  | Бенжамин Вогт | 1999         |
| 17 | Флаг Швейцарии            | Защ  | Ендрит Лека   | 2002         |
| 19 | Флаг Лихтенштейна         | Защ  | Лукас Грабер  | 2001         |
| 6  | Флаг Северной Македонии   | ПЗ   | Елтон Алийи   | 2001         |
| 7  | Флаг Швейцарии            | ПЗ   | Агон Топалли  | 2001         |
| 11 | Флаг Боснии и Герцеговины | ПЗ   | Деян Джокич   | 2000         |

| №  |                   | Поз. | Имя                    | Год рождения |
| -- | ----------------- | ---- | ---------------------- | ------------ |
| 16 | Флаг Швейцарии    | ПЗ   | Лука Джорландо         | 2000         |
| 8  | Флаг Швейцарии    | ПЗ   | Яго Гомеш ду Насименту | 2001         |
| 21 | Флаг Лихтенштейна | ПЗ   | Андрин Нетцер          | 2002         |
| 18 | Флаг Лихтенштейна | ПЗ   | Симон Люхингер         | 2002         |
| 10 | Флаг Сербии       | ПЗ   | Бесарт Байрами         | 2000         |
| 2  | Флаг Лихтенштейна | Нап  | Ноа Грабер             | 2001         |
| 12 | Флаг Сербии       | Нап  | Назми Байрами          | 2001         |
| 23 | Флаг Швейцарии    | Нап  | Енес Исмаили           | 2002         |
| 24 | Флаг Швейцарии    | Нап  | Матти Форрер           | 2002         |
| 9  | Флаг Черногории   | Нап  | Лука Тигань            | 2000         |
| 20 | Флаг Лихтенштейна | Нап  | Тим Шрайбер            | 2002         |

### «Вадуц» III
Перед началом сезона 2019/2020 была воссоздана третья команда, которая была заявлена в пятую лигу Швейцарии. Её создание призвано обеспечить массовость футбола в стране. В состав вошли игроки разных возрастов, в том числе бывшие игроки основной команды Винченцо Ваккаро, Кристоф Риттер, имеющий опыт выступлений в национальной сборной, а также Флориан Майер, ставший играющим тренером.